# Scaramouche (ballet)
Pour l’article homonyme, voir Scaramouche.
Personnages
- Scaramouche: Henry Krauss
- Arlequin: Félicia Mallet
- Gilles: Paul Clerget
- L'hôtelier: Paul Legrand
- Cassandre: M. Angély
- Colombine: Cornélia Riva
- L'hôtelière: Mme Lapucci
- Pulcinella: M. Armenis

Scaramouche est un ballet-pantomime en deux actes et quatre tableaux, composé en 1891 par André Messager et Georges Street, sur un livret de Maurice Lefèvre et Henri Vuagneux.

## Contexte
André Messager et Georges Street sont amis de jeunesse : dès 1880 ils ont comme habitude de se réunir chez Street avec Emmanuel Lefèvre et Raoul Pugno, pour déchiffrer et discuter d'œuvres nouvelles et du répertoire, comme Carmen de Georges Bizet par exemple (G. Street fut un temps disciple de Bizet). 
Messager a déjà une solide expérience et une réputation nationale dans la musique scénique ; en revanche, Scaramouche est le premier essai de Street dans la musique de théâtre.
Cependant, leur collaboration sur Scaramouche ne date pas de 1891. Le livret de Lefèvre et Vuagneux est présenté au directeur de l'Éden-Théâtre, Paul Clèves, dès le printemps 1885. La pièce devait être jouée pendant l'hiver de 1886, sur la musique de Messager et Street ; mais Clèves abandonne la direction du théâtre dans le courant 1885 par faute de trésorerie. 
C'est donc un projet quasi-monté que les collaborateurs reprennent en 1891 lorsque les responsables du Nouveau-Théâtre, qui organisent son inauguration, proposent Félicia Mallet comme actrice phare de ses premières soirées. Messager, Street, Lefèvre et Vuagneux n'ont qu'a adapter leur cadre au jeu galbé de l'actrice, afin de lui attribuer le premier rôle d'Arlequin. 
À noter que ces créateurs et cette pièce étaient pressentis par la presse au moins dès juin 1888, soit plus de deux ans et demi avant l'inauguration du théâtre.

### Critique
La réception journalistique immédiate fut généralement très positive. Comme l'explique le journal L'Écho du Boulevard du 25 octobre 1891: 

« Scaramouche, le clou de la partie dramatique – est un délicieux ballet dont le scénario très ingénieusement développé par MM. Maurice Lefèvre et H. Vagneux (sic), a eu la chance d'être traité pour la musique, par deux compositeurs délicats, MM. Georges Street et André Messager. 
Scaramouche est un véritable bijou, et il serait vraiment regrettable que le public ne fît pas, à cette œuvre, le juste succès qu'elle mérite. L'interprétation de ce ballet est tout à fait satisfaisante. Mlle Félicia Mallet, sous l'habit bariolé d'Arlequin, a retrouvé son succès de l'Enfant Prodigue. Quel plus grand éloge pourrait-on lui faire ? 
Mlle Riva est une danseuse de talent et MM. Clerget et Mondos ont rendu avec une consciencieuse sincérité les rôles de Pierrot et de Scaramouche. »

Du côté du public, dès janvier 1892, on fêtait la 100e représentation de Scaramouche. Pour l'occasion, Messager et Street dirigèrent chacun un acte.

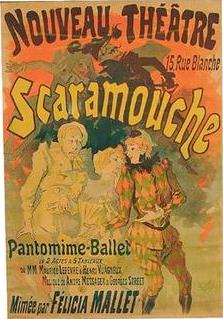
Affiche du ballet Scaramouche, par Jules Chéret, 1891.
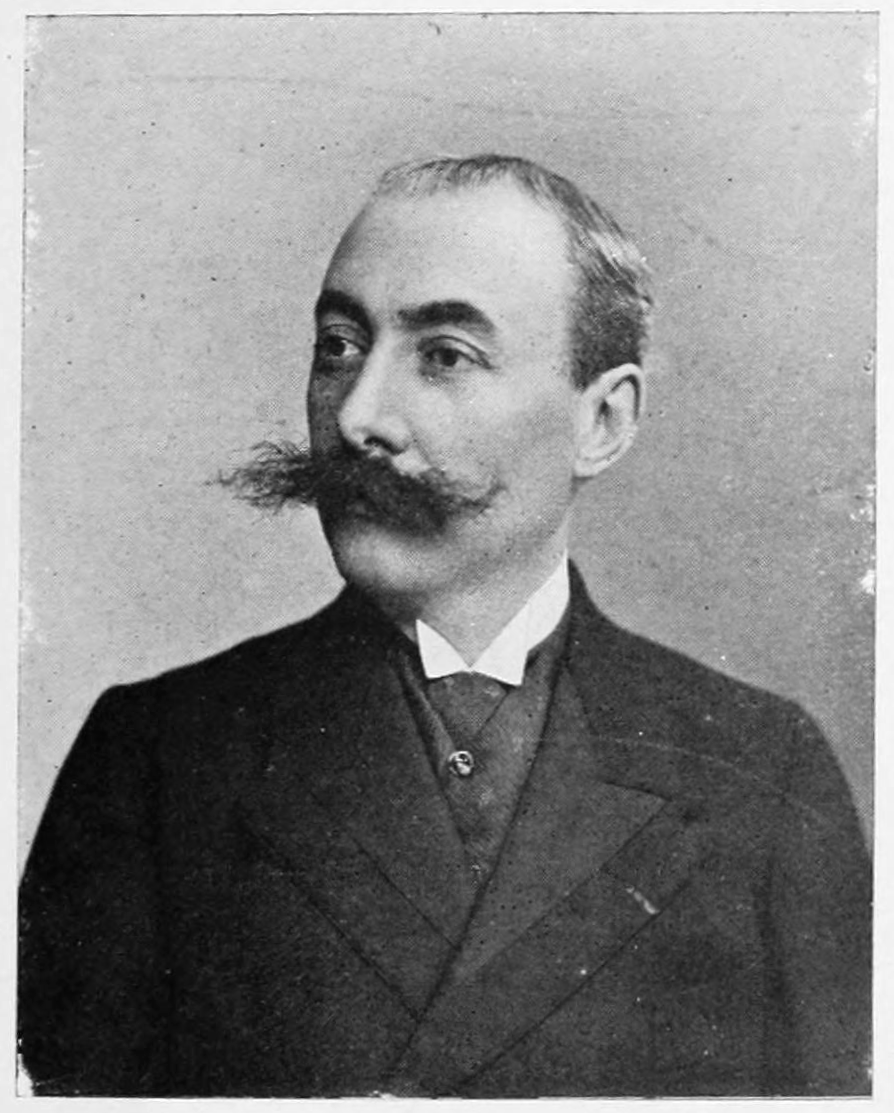
André Messager, vers 1900.
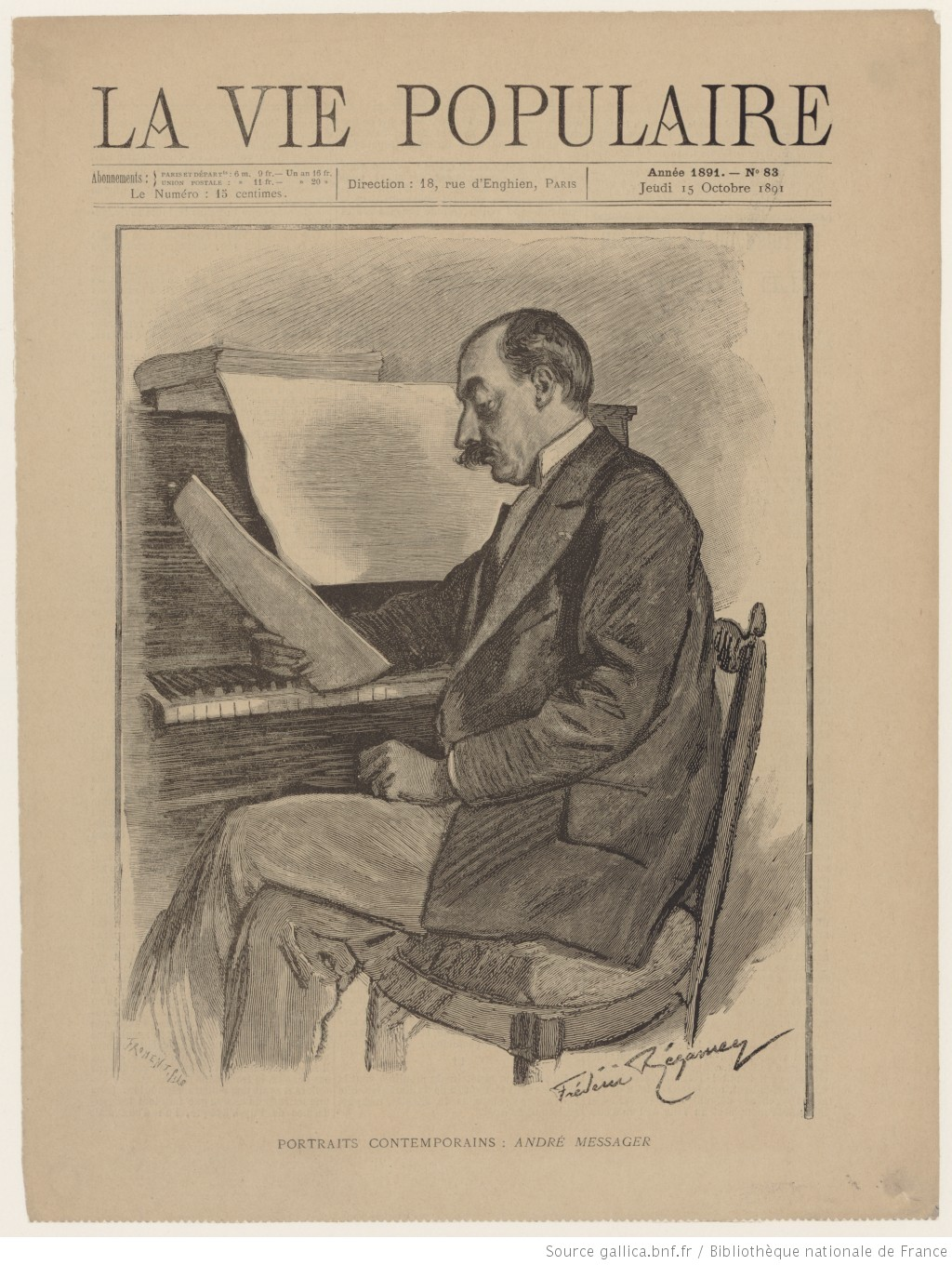
André Messager, illustration de Frédéric Régamey en 1891.
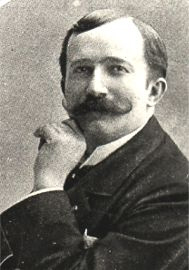
Louis Ganne, chef d'orchestre de la première (ici vers 1900).
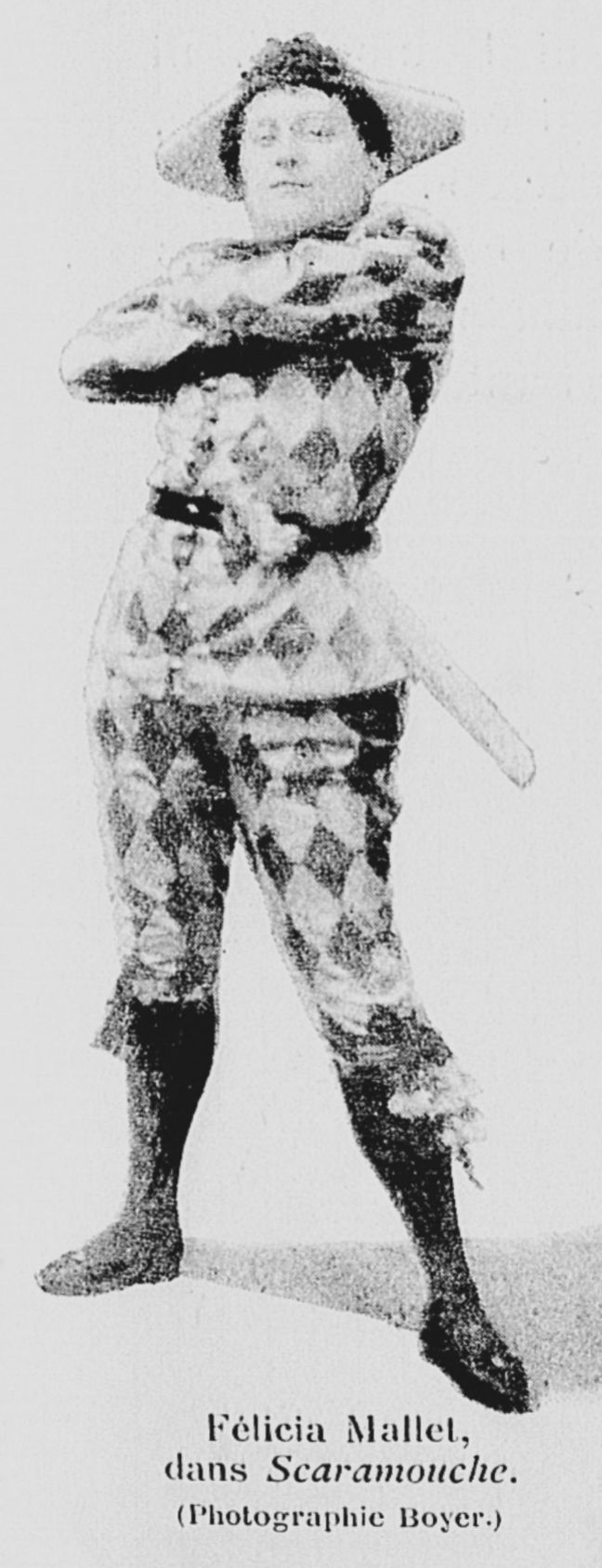
Félicia Mallet en « Arlequin » pour Scaramouche, 1891.
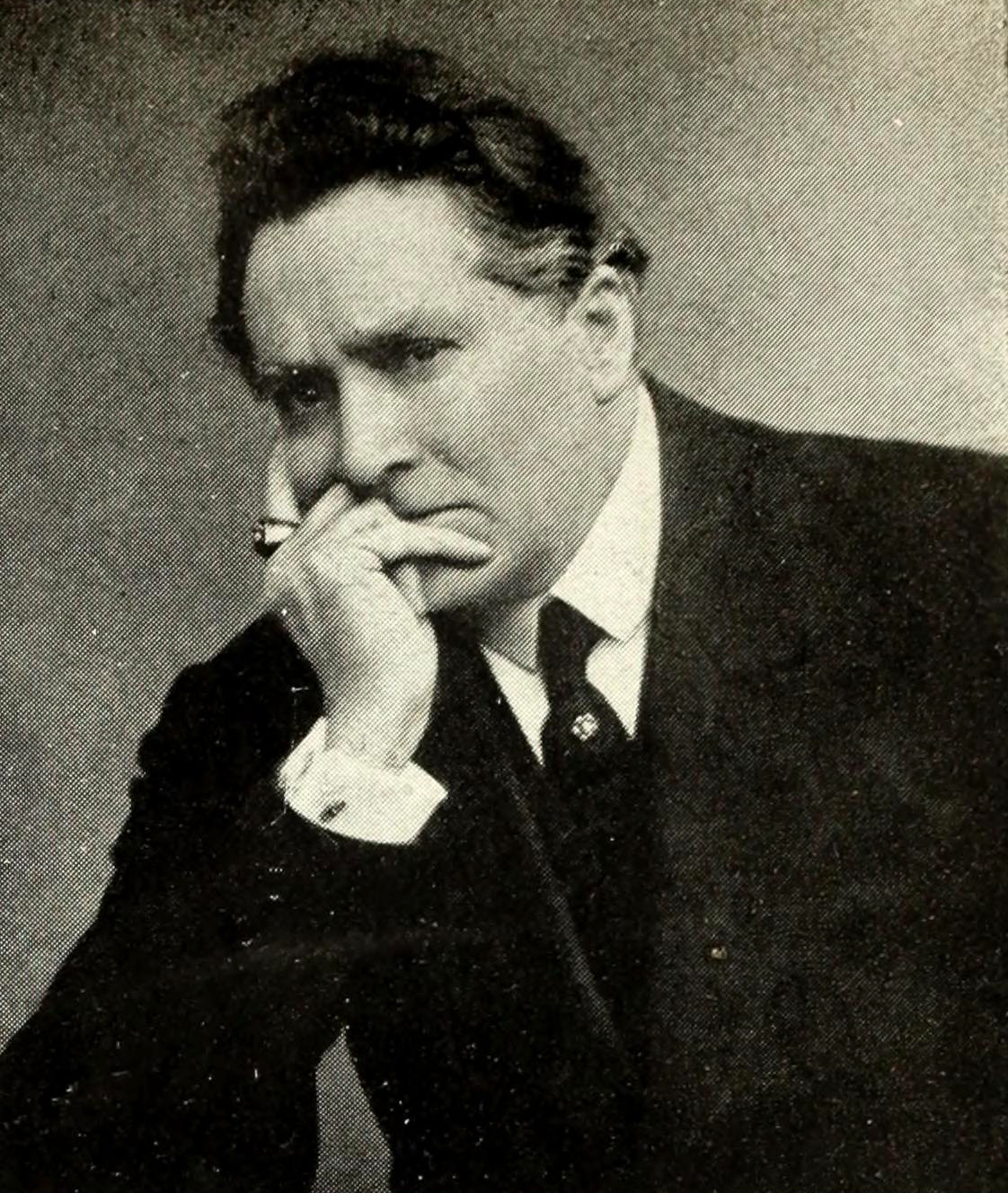
L'acteur Henry Krauss, qui joue le rôle de « Scaramouche », ici vers 1920.
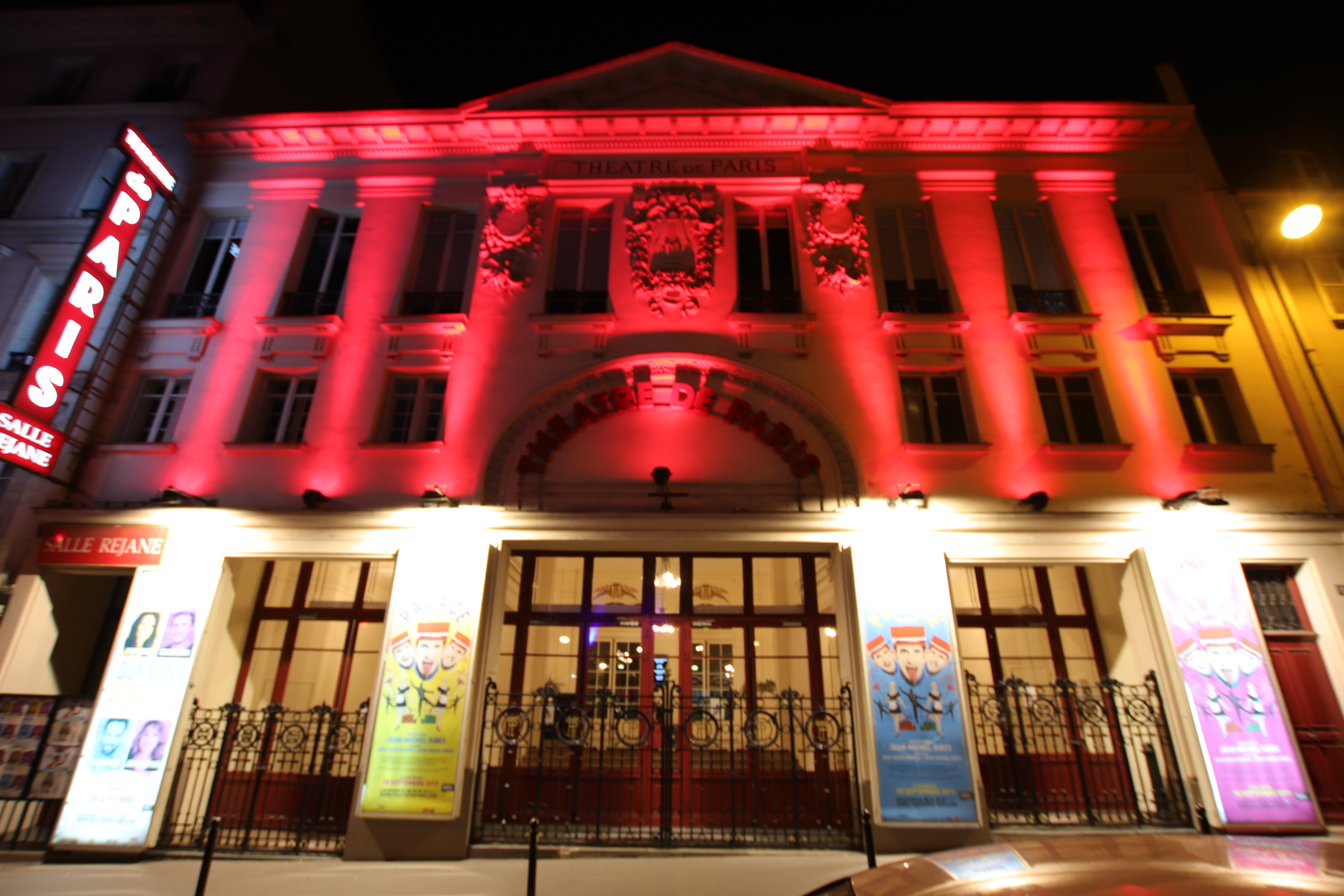
Le Théâtre de Paris, 15 rue Blanche (anciennement « Nouveau Théâtre » de 1891 à 1906) pour l'inauguration duquel fut écrit Scaramouche.
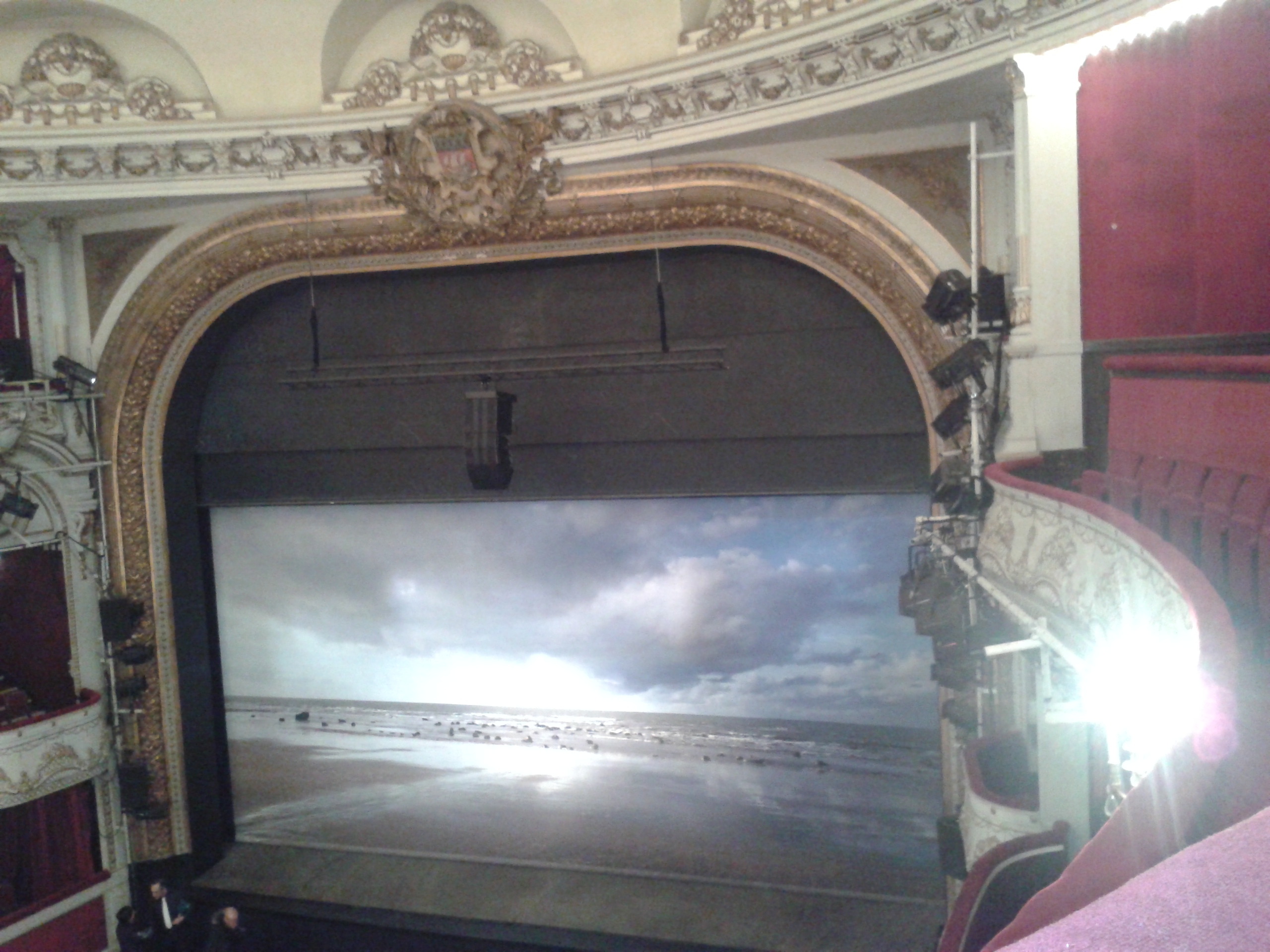
Plateau (scène) du théâtre, vu depuis les balcons.
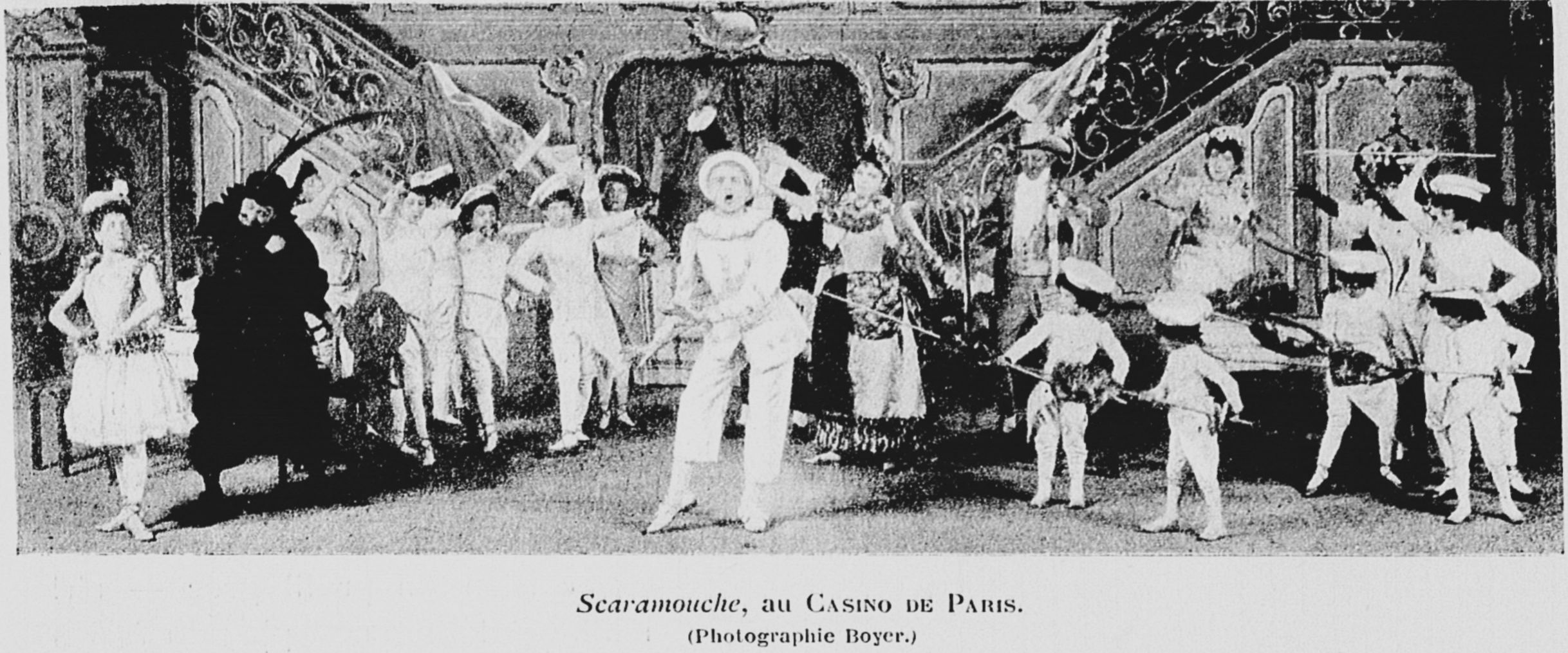
Un tableau du 2e acte, illustration de la Revue illustrée. Au milieu, Paul Clerget joue le rôle de Gilles (« Pierrot »).

## Partition

### Déroulement
Bien que la réduction pour piano note expressément quatre tableaux (dont l'apothéose finale), l'annonce du Nouveau Théâtre de 1891 indique bien cinq tableaux – un troisième était intercalé avant les « Danses villageoises », correspondant à la Polka et Finale du Premier Acte.
- Introduction

(1er tableau)
- Acte I 
  - Le mariage de Colombine

(2e tableau)

- - L'évocation
  - I. Divertissement
  - II. Colombine et Gilles
  - III. Polka et Finale
  - Entr'acte

- Acte II (3e tableau)
  - L'hôtellerie
  - Divertissement
  - I. Valse
  - II. Pas de Colombine et d'Arlequin
  - III. Scène d'hypnotisme de Scaramouche
  - IV. Scène d'hypnotisme d'Arlequin

(4e tableau)
- Apothéose

## Distribution
Distribution lors de la première du 15 octobre 1891 :
- Livret: Maurice Lefèvre, Henri Vuagneux
- Composition: André Messager, Georges Street
- Direction d'orchestre: Louis Ganne
- Chorégraphie: Carlo Coppi
- Décors: Jambon
- Costumes: Job / Landolff
- Accessoires: Ch. Hallé

### Personnages
- Scaramouche: Henry Krauss
- Arlequin: Félicia Mallet
- Gilles: Paul Clerget
- L'hôtelier: Paul Legrand
- Cassandre: « Mondos » / M. Angély
- Colombine: Cornélia Riva
- L'hôtelière: Mme Lapucci
- Pulcinella: M. Armenis

- Danseuses sujets: Mlles James, Lapucci, Vremont (sœurs), Rescalli, Poigny, Fiandesio, Mazzoleni, Kœnepper, Chaveau, Gilbert.

- Ainsi que vingt-quatre dames du corps de ballet, des enfants, des marcheuses et des figurants.

## Édition
- réduction pour piano, éd. Choudens, 1891
- suite orchestrale, avant 1923[9]
- partition symphonique, Choudens fils, 1926